# Bastogi Editrice Italiana
Bastogi Editrice Italiana è una casa editrice italiana con sede a Roma, nata nel 1987 delle precedenti Edizioni Bastogi, fondate da Angelo Manuali e nate a loro volta dalla fusione delle più antiche Ugo Bastogi Editore di Livorno ed Edizioni Argileto di Roma.

## Storia
L'assetto editoriale deriva dalle precedenti Edizioni Bastogi fondate da Angelo Manuali e nate dalla casa editrice Ugo Bastogi di Livorno. Le pubblicazioni riguardavano tematiche religiose, filosofiche ed esoteriche. In aggiunta, pubblicò anche a partire dal 1976 un periodico trimestrale denominato la Canaviglia ideato e sostenuto da Bastogi medesimo; la libreria Bastogi divenne quindi il punto di ritrovo di studiosi e bibliofili come Giovanni Spadolini e Gianfranco Merli.
Nel 1978 Ugo Bastogi affidò ad Angelo Manuali la direzione di una collana di poesia e di critica letteraria. All'inizio dell'anno seguente Bastogi decise di dedicarsi esclusivamente alla libreria di Livorno e ai testi di storia locale e Angelo Manuali trasferì l'attività editoriale a Foggia dopo aver rilevato catalogo, sigla e diritti pubblicando nuovi titoli tra cui letteratura, musica, sport e cultura locale affiancato dalla figlia Roberta Manuali. 
Nel 2013 la casa editrice si è rinnovata cambiando nominativo in Bastogi libri, alla guida di Roberta Bastogi, e trasferendosi a Roma, pur mantenendo il precedente catalogo. 